# Saebbi de Essex
Sæbbi (también conocido como San Sebbo o Sebba) era hijo de Sexred y Rey conjunto de Essex de 664 a aproximadamente 683 junto con su primo, Sighere. Tras la muerte de este, asumió el trono en solitario hasta 694. Considerado santo por diversas iglesias cristianas, su fiesta se celebra el 29 de agosto.

## Vida
Sighere y Sæbbi era primos de su predecesor, Swithelm. En 665 Sighere apostató y volvió al paganismo, mientras Sebbi siguió siendo cristiano. Sighere encontró un aliado en Wessex, y Sæbbi en Mercia. A raíz de su rivalidad, Wulfhere de Mercia se estableció como señor de Essex en 665 y envió a Jaruman, Obispo de Mercia, a reconvertir al pueblo de Essex.
En 686, Cædwalla, un sub-rey de Wessex, se estableció como señor de Essex. Él y Sæbbi invadieron Kent, expulsaron a Eadric, y Sæbbi gobernó sobre Kent occidental. Se cree que en esta época, Sæbbi fundó la abadía original de Westminster.
Se piensa que Sæbbi abdicó en 694 para ingresar en un monasterio, y fue sucedido por sus hijos, Sigeheard y Swaefred, que gobernaron Essex conjuntamente. Otro de sus hijos, Swæfheard, gobernaría Kent. Sæbbi murió en 695 y fue enterrado en la Antigua Cátedra del San Pablo en la Ciudad de Londres donde fue reverenciado como santo.
La tumba de Sæbbi sobrevivió al incendio de 1087 y sus restos fueron transferidos a un sarcófago de mármol negro a mediados del siglo XII. Este sarcófago fue dibujado por Wenceslaus Hollar, y su obra publicada en la Historia de St Paul de Dugdale. La tumba fue destruida en el Gran Incendio de Londres. Una placa a Sæbbi fue erigida en la catedral de Wren.